# Rete filoviaria di Sarajevo
La rete filoviaria di Sarajevo è la rete filoviaria che serve la capitale bosniaca. È in servizio dal 1984, ed integra la rete tranviaria cittadina.

## Storia
La rete filoviaria di Sarajevo venne progettata all'inizio degli anni ottanta del XX secolo, per integrare la rete tranviaria cittadina e per servire i nuovi quartieri satellite sorti sulle colline circostanti la città.
L'attivazione era prevista per le Olimpiadi invernali del 1984, ma a causa di ritardi vari l'esercizio iniziò il 16 settembre dello stesso anno, sei mesi dopo la chiusura dei Giochi. La rete fu estesa nei due anni successivi fino alle 6 linee previste dal progetto.
Nel 1992, durante l'assedio della città, la rete fu gravemente danneggiata, e il servizio dovette essere sospeso. Un limitato servizio venne ripristinato nel 1995, e la ricostruzione delle restanti tratte seguì progressivamente fino al 2000; non vennero comunque più ripristinate la linea extraurbana per Vogošća e il capolinea di Lukavica, venutosi a trovare nel territorio della Repubblica Serba.
La seconda nascita della rete è successa nel 2020. Il municipio di Sarajevo ha ordinato 25 filosnodati BKM-433.00D dotati di movimento autonomo minimo 20 km. Il fornitore è BKM Holding (Bielorussia). Il valore del contratto è 14,014,914 euro. Il contratto è firmato grazie a supporto di EBRD. Tutti i filobus devono essere consegnati nel periodo da dicembre 2021 fino a luglio 2022. Poi altre 10 filobus saranno ordinati dopo la ricostruzione ed allargamento della rete filoviaria. I primi veicoli sono entrati in servizio a partire dal 20 maggio 2022.

## Linee
Nel 2022 la rete comprende 6 linee:
- 101 Trg Austrije – Otoka;
- 102 Jezero – Otoka;
- 103 Trg Austrije – Dobrinja;
- 105 Trg Austrije – Vogošća;
- 107 Dobrinja – Jezero;
- 108 Dobrinja – Otoka.

## Flotta

### Flotta attuale
| No | Produttore  | Modello di filobus | Tipo       | Quantità | Numeri dei veicoli                       | Anni di produzione | Note |
| 1  | MAN         | SL 172 HO          | Solo       | 1        | 613, 617, 619-623, 4413-4414, 4420, 4425 | 1986-1988          | Acquisiti da Solingen (D). Totalmente sono stati acquistati 28 veicoli (4401-4407, 4411-4431) + 3 per i ricambi. In dicembre 2022 opera unica matricola 620. |
| 2  | NAW HESS    | BGT 5-25           | Articolato | 9        | 631-639, (4171-4176)                     | 1987-1988          | Acquisiti da Ginevra (CH) |
| 3  | Hess        | SwissTrolley-2     | Articolato | 14       | 650-663                                  | 1997-1999          | Acquisiti da Berna (CH). Totalmente sono stati acquistati 17 veicoli + 3 per i ricambi                                                                       |
| 4  | BKM Holding | BKM-433.00D        | Articolato | 13       | 54-66                                    | 2021-2022          | Marcia autonoma a batterie fino a 20 km |

### Veicoli ordinati
| No | Produttore  | Modello di filobus | Tipo       | Quantità | Numeri dei veicoli | Anni di produzione | Note                               |
| 1  | BKM Holding | BKM-433.00D        | Articolato | 12+10    |                    |                    | Da essere consegnati nei 2022-2023 |

### Flotta storica
| No | Produttore               | Modello di filobus | Tipo       | Quantità | Numeri dei veicoli         | Anni di produzione | Note                                                                                            |
| 1  | FAS 11. Oktromvri Skopje | S 200Tr            | Articolato | 21       | 500–504, 506–519, 521–522  | 1983-1987          | Dismessi                                                                                        |
| 2  | Škoda                    | 14Tr               | Solo       | 76       | 551–626                    | 1983-1987          | Dismessi                                                                                        |
| 3  | MAN                      | SG 200 HO          | Articolato | 20       | 612, 4128, 4139, 4143-4144 | 1984-1985          | Acquisiti da Solingen (D). Totalmente sono stati acquistati 20 veicoli (4125-4144). Dismessi.   |
| 4  | NAW HESS                 | BGT 5-25           | Articolato | 17       | 624-630, 644               | 1991-1992          | Acquisiti da San Gallo (CH). Totalmente sono stati acquistati 17 veicoli (4145-4161). Dismessi. |
| 5  | Energoinvest             | ŠEAL 100           | Solo       | 1        | 4232                       | 1986               | Dismesso                                                                                        |